# Stefano Palmieri
Stefano Palmieri (ur. 18 września 1964 w Serravalle) – sanmaryński polityk, kapitan regent San Marino od 1 października 2009 do 1 kwietnia 2010 i ponownie od 1 kwietnia 2018.

## Życiorys
Stefano Palmieri w 1983 ukończył rachunkowość w Istituto Tecnico Commerciale Francolini di Santarcangelo. W 2006 wszedł w skład Wielkiej Rady Generalnej z ramienia Sojuszu Powszechnego (Alleanza Popolare). Został członkiem Komisji Finansów. 15 września 2009 razem z Francesco Mussonim został wybrany kapitanem regentem San Marino. Urząd objął 1 października 2009 na okres 6 miesięcy.